# Cantón de Mauzé-sur-le-Mignon
El cantón de Mauzé-sur-le-Mignon era una división administrativa francesa, que estaba situada en el departamento de Deux-Sèvres y la región de Poitou-Charentes.

## Composición
El cantón estaba formado por ocho comunas:
- La Rochénard
- Le Bourdet
- Mauzé-sur-le-Mignon
- Priaires
- Prin-Deyrançon
- Saint-Georges-de-Rex
- Saint-Hilaire-la-Palud
- Usseau

## Supresión del cantón de Mauzé-sur-le-Mignon
En aplicación del Decreto n.º 2014-176 de 18 de febrero de 2014, el cantón de Mauzé-sur-le-Mignon fue suprimido el 22 de marzo de 2015 y sus 8 comunas pasaron a formar parte del nuevo cantón de Mignon-et-Boutonne.